# Charles Adams Mosher

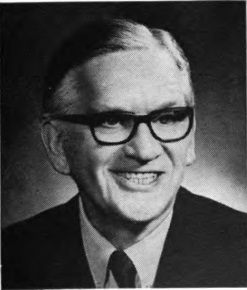
Charles Adams Mosher (1975)

Charles Adams Mosher (* 7. Mai 1906 in Sandwich, DeKalb County, Illinois; † 16. November 1984 in Oberlin, Ohio) war ein US-amerikanischer Politiker. Zwischen 1961 und 1977 vertrat er den Bundesstaat Ohio im US-Repräsentantenhaus.

## Werdegang
Charles Mosher besuchte die Sandwich High School und absolvierte danach im Jahr 1928 das Oberlin College. Zwischen 1929 und 1940 arbeitete er in Aurora und Janesville (Wisconsin) im Zeitungsgeschäft. Danach wurde er Präsident und Manager der Oberlin Printing Company. Von 1940 bis 1961 gab er die Zeitung Oberlin News-Tribune heraus. Gleichzeitig schlug er als Mitglied der Republikanischen Partei eine politische Laufbahn ein. Von 1945 bis 1951 war er stellvertretender Vorsitzender des Stadtrats von Oberlin; zwischen 1951 und 1960 gehörte er dem Senat von Ohio an. Außerdem war er zwischen 1947 und 1959 Mitglied der Legislative Service Commission. Im Jahr 1955 nahm er als Delegierter an der White House Conference on Education teil, einer von Präsident Dwight D. Eisenhower einberufenen Bildungskonferenz. Überdies bekleidete er in Oberlin und in Ohio weitere lokale Ämter.
Bei den Kongresswahlen des Jahres 1960 wurde Mosher im 13. Wahlbezirk von Ohio in das US-Repräsentantenhaus in Washington, D.C. gewählt, wo er am 3. Januar 1961 die Nachfolge von Albert David Baumhart antrat. Nach sieben Wiederwahlen konnte er bis zum 3. Januar 1977 acht Legislaturperioden im Kongress absolvieren. Von 1967 bis 1969 war er Mitglied der Presidential Commission on Marine Science, Engineering and Resources. In seine Zeit im Kongress fielen unter anderem der Vietnamkrieg, die Bürgerrechtsbewegung und im Jahr 1974 die Watergate-Affäre. 1976 verzichtete er auf eine weitere Kandidatur.
Zwischen 1977 und 1979 arbeitete er als Executive Director für den Kongressausschuss für Wissenschaft und Technologie. Im Jahr 1980 war er für das Woodrow Wilson Center an der Smithsonian Institution tätig. Er starb am 16. November 1984 in Oberlin, wo er auch beigesetzt wurde.